# Пластиковий рух Багамських островів
Пластиковий рух Багамських островів — некомерційна організація, що базується в Південній Ельтері, Багамські острови, яка бореться за зменшення забруднення пластиком. Організація була заснована в 2014 році Крістал Амброуз. Організація спеціалізується на використанні молоді для припинення пластикового забруднення. Вони є активним членом Коаліції за забруднення пластиком.
У 2017 році Пластиковий рух Багамських островів допоміг створити музичне відео Джека Джонсона на "You Can't Control It" і обкладинку для його альбому All the Light Above It Too.

## Заборона на пластикові пакети
У 2018 році молодіжна делегація Багамського руху пластику поїхала до Нассау, Багамські острови, щоб зустрітися з Ромаульдом Феррейрою, міністром навколишнього середовища та житлового будівництва, щоб заборонити пластикові пакети на Багамах. Пластиковий рух Багамських островів стверджував, що якщо пластикове забруднення на пляжах збільшиться, то туризм буде втрачено 8,5 мільйонів доларів. Відтоді Ферейра та його кабінет схвалили плани поступового відмови від пластикових пакетів до 2020 року.